# Introspection
Introspection címmel jelent meg Greg Howe második instrumentális albuma 1993-ban. A Howe II zenekar feloszlatása után, Greg Howe visszatért az instrumentális muzsikához. Első instrumentális anyaga 1988-ban, a saját neve alatt jelent meg. A debüthöz képest annyiban változott Howe zenéje, hogy az Introspection albumon a rock mellett megjelentek a jazz, a blues, és a funk hatások is. A dalok egyszerre tartalmazták a hard rock keménységét és a jazz virtuózitását, melyek közül a Desiderata című szerzemény Jason Becker tiszteletére született.
Az albumon az a Kevin Soffera dobolt, aki korábban már a Howe II zenekarban is megfordult. A korong két dalában az a Vern Parsons basszusgitározott, aki korábban szintén a Howe II tagja volt, míg a többi dalt Alsamad Caldwell játszotta fel.

## Számlista
Az összes dal szerzője Greg Howe, kivéve ahol jelölve van.. 
| 1.    | Jump Start                       | 4:42 |
| 2.    | Button Up                        | 6:15 |
| 3.    | Come and Get It                  | 5:17 |
| 4.    | In Step (Howe, Alsamad Caldwell) | 4:50 |
| 5.    | Desiderata                       | 2:56 |
| 6.    | No Place Like Home               | 4:23 |
| 7.    | Direct Injection                 | 5:35 |
| 8.    | Pay as You Go                    | 7:29 |
| 41:44 |                                  |      |

## Közreműködők
- Greg Howe – gitár, billentyűs hangszerek, hangmérnök, producer
- Kevin Soffera – dob
- Alsamad Caldwell – basszusgitár (kivéve a 3. és a 6. számok)
- Vern Parsons – basszusgitár (a 3. és a 6. számokban), hangmérnök
- Chris Midkiff – keverés
- Kenneth K. Lee, Jr. – maszter